# Нудистский пляж
Нуди́стский, или натури́стский, пляж — пляж, где совместно отдыхающие мужчины, женщины и дети обычно не носят одежду. Купание и загорание на нудистском пляже являются основной составляющей субкультуры нудизма (натуризма), весьма популярной в западноевропейских и некоторых других странах.
Люди посещают нудистские пляжи по многим причинам, в том числе потому, что им нравится быть обнажёнными или частично обнажёнными, потому что они любят смотреть на обнажённых людей, из-за любопытства, из-за личных убеждений, или просто потому, что они считают, что нет причины носить одежду (см. статью Натуризм). Прилагательное натуристский, вместо нудистский, используется в тех случаях, когда подчёркивается не только факт обнажения, но и философская идея слияния с природой. Пребывание под солнцем без одежды позволяет получить больше загара, а также избавиться от следов купальника на теле.
Большинство существующих нудистских пляжей были использованы в качестве таковых в течение многих лет и, таким образом, стали «традиционно нудистскими». Антонимами прилагательного «нудистский» применительно к пляжу в тематическом контексте являются слова «текстильный», «одетый» или «обычный».

## Разновидности нудистских пляжей
Нудистские пляжи подразделяются на:
- места (чаще всего на не оборудованном берегу), где обнажение неофициально терпится властью;
- «официальные» нудистские пляжи, где нагота является обязательной, даже несмотря на плохую погоду;
- «официальные» нудистские пляжи, где одежда является «факультативной» (то есть находиться голым допустимо, но не обязательно).

Последняя категория, по-английски именуемая «clothing-optional», удобна для тех, кто намеревается впервые попробовать нудистский отдых или узнать подробности непосредственно от нудистов.
Вход на пляж бывает платным или бесплатным. Существуют также пляжи на территориях закрытых клубов, куда допускаются только члены клуба (иногда вводятся ограничения для записи в такие клубы одиноких мужчин).
К нудистским пляжам не относятся «топлес»-пляжи, где верхняя часть купальника не является обязательной для женщин, но плавательный костюм, охватывающий гениталии, требуется как для мужчин, так и для женщин. Также обычно не считаются (однако могут и считаться) нудистскими раздельные голые пляжи, на которых отдыхают лица только одного пола.
Есть места, где обнажённое тело является незаконным, но некоторые посетители позволяют себе быть голыми. Нагота в таких местах может привести к требованию одеться, штрафу или аресту.

## Маркировка нудистских пляжей
Для информирования посетителей о том, что какая-либо территория служит нудистским пляжем, используются указатели англ. naturist beach (натуристский пляж), англ. nude beach (голый пляж), нем. FKK (Freikörperkultur, культура свободного тела), фр. plage naturiste, нем. textilfreie Zone (зона без одежды) и подобные. Они предупреждают людей, которых не устраивает голое тело.
На схемах курортов нудистские пляжи нередко не помечаются, чтобы не увеличивать количество желающих прийти поглазеть. Для тех же, кто сам заинтересован в нудистском отдыхе, существуют специализированные тематические сайты и каталоги соответствующих пляжей, с указанием способа доступа туда и предлагаемых развлечений. Ещё в эру до Интернета начал периодически издаваться нем. FKK Reiseführer (нудистский путеводитель).

## Пляж и субкультура нудизма
Посещение нудистских пляжей является основной (и для очень многих участников единственной практикуемой) компонентой субкультуры натуризма/нудизма. Но эта субкультура не ограничивается пляжем.
Другими вариантами активности в рамках нудизма могут являться совместное посещение обнажёнными лицами обоего пола саун и бань, небольшие походы, велопробеги и занятия спортом голышом, плавание без одежды в бассейнах (в специально выделенные часы), боди-арт, домашне-семейные обнажения. Перечисленное особенно характерно для Германии.
В России и нудистские пляжи, и вообще субкультура нудизма не слишком популярны. Количество бывавших на таких пляжах москвичей оценивается всего в несколько десятков тысяч. При попытках организовать нудистские мероприятия возникают конфликты с властями и большинством населения. Так, была отвергнута инициатива ввести «голые» дни в некоторых российских бассейнах. Определённые силы в стране стремятся полностью ликвидировать субкультуру нудизма. Есть мнение, что для представителей некоторых профессий, таких как школьный учитель, вовлечённость в субкультуру нудизма этически недопустима.
История нудизма в некоторых своих аспектах восходит к античности. Однако, применительно именно к пляжам (в цивилизованной части света) она началась сравнительно недавно. Первые голые пляжи появились в Европе на рубеже XIX—XX вв., преимущественно в Германии и Франции; в 1910-е годы такие пляжи открылись в Российской империи (Крым). С 1920-х годов нудистский пляжный отдых получил распространение в Новой Зеландии и странах Америки. Максимального расцвета культура нудистских пляжей достигла в ГДР в 1970—1990 гг. 
В СССР, за исключением 1920-х годов, нудистские пляжи были запрещены. Тем не менее, в стране существовало несколько мест, где энтузиасты пытались отдыхать обнажёнными и риск ареста был невелик. «Легализация» нудистских пляжей в постсоветской России произошла в 1990-х годах.

## Расположение нудистских пляжей
Нудистские пляжи обычно находятся на некотором удалении от центральной части курорта или зоны отдыха населённого пункта (из-за этого там бывает более свободно и более чисто, чем на «одетых» пляжах), но в реальной пешей или лёгкой транспортной доступности. Например, в Киеве нудистский пляж «Довбычка» находится на Трухановом острове, отделённом от общей зоны отдыха «Гидропарк» Венецианской протокой и проливом Черторой. Для посещения пляжа необходимо арендовать лодку либо преодолеть около 2,5 км расстояния по пешеходному мосту от пляжа «Центральный».
Если явной изоляции нудистского пляжа от ненудистской зоны нет, то нудисты стараются поддерживать хотя бы некоторое расстояние от людей, носящих купальные костюмы, чтобы минимизировать взаимный дискомфорт.

## Распространённость по миру
Нудистские пляжи распространены в Европе и Австралии. В других частях света их значительно меньше, а в мусульманских странах Азии и Африки они законодательно запрещены. В европейских странах голых пляжей довольно много в Хорватии, Черногории, Франции, Германии, Дании, Австрии, странах Скандинавии. В числе наиболее известных — Euronat (Франция), Ада-Бояна (Черногория), пляжи на острове Рюген (Германия).
Традиции могут различаться от страны к стране: так, если во Франции имеются крупные нудистские центры типа Кап-д’Агд’а (вместимость ~ 40 тыс. чел., 1,5 млн человеко-ночёвок в год) и отдельные обнажённые деревни, то Германия не предлагает таких возможностей, но почти в каждом городе есть хотя бы скромный нудистский пляж или купальня. В США нудистские пляжи разрешены в одних штатах и запрещены в других, а в целом популярность таких пляжей в Америке в последние годы несколько снизилась из-за старения нудистского сообщества, притока непорядочных пользователей и усилий религиозных групп христианско-фундаменталистского толка с целью закрыть их. В России имеется лишь несколько нудистских пляжей на всю страну, один из них — в Москве (Серебряный Бор). Ленинградский/петербургский нудистский пляж «Дюны» недалеко от Сестрорецка существовал несколько десятилетий, но затем был закрыт по инициативе депутата Госдумы В. В. Милонова как якобы место сборищ развратников и «сумасшедших идиотов». В Бразилии публичное обнажение запрещено, но некоторые пляжи известны как нудистские, к примеру, Прая-ду-Абрико.
Постепенно в Западной Европе сформировалась отрасль нудистского туризма, обслуживающая миллионы отдыхающих, для которых наличие нудистского пляжа является важнейшим условием поездки. Издаются рекламные тематические журналы. Согласно некоторым исследованиям середины 2000-х годов, в Германии насчитывалось 8-12 млн (10-15 % населения), во Франции, по разным оценкам, 1-5 млн, в Нидерландах около 1,9 млн граждан, посещающих нудистские пляжи; число зарегистрированных членов нудистских клубов во всех случаях несопоставимо меньше.

## Типичный контингент посетителей
Обычно среди посетителей нудистского пляжа примерно 60—70 % мужчин и, соответственно, 30—40 % женщин. В начале/конце сезона и/или в пасмурную погоду доля мужчин может быть ещё выше, а в яркие, солнечные дни середины лета гендерное отношение часто приближается к 1:1. Потенциальных желающих ради эстетики тела позагорать на таком пляже лиц женского пола не меньше, а то и больше, чем мужского, однако женщине сложнее решиться на посещение, особенно индивидуальное.
Приходят граждане всех возрастов — от маленьких детей с родителями до пенсионеров, но преобладают лица старших («40+») когорт, кроме пляжей около учебных заведений (пример: пляж на Unisee в Бремене), где всегда много молодых людей.
Количество посетителей нудистских пляжей в мире медленно нарастает, а число зарегистрированных членов нудистских клубов, наоборот, снижается (пример: в Германии было 62,5 тыс. членов клубов в 1995 г. и 50 тыс. в 2003 г.).
Культурно-образовательный уровень нудистов высок: среди них немало врачей, педагогов, работников искусства и науки. Многие нудисты хорошо владеют несколькими языками, обладают широкой общей эрудицией, что облегчает коммуникацию. Политические взгляды могут быть самыми разными (включая либералов, левых; много сторонников партий «зелёных» и членов различных экологических движений), уровень доходов — средний класс или чуть выше. Христиан и иудеев больше, чем представителей других конфессий, но вообще посетителям нудистских пляжей редко присуща глубокая религиозность. В плане внешности это самые обычные люди, в основном европеоидной расы, не претендующие на то, чтобы их кто-либо считал красав(и)цами. Немалая доля посетителей нудистских пляжей ведёт здоровый образ жизни: без алкоголя, наркотиков, табака, плюс часто занятия спортом. Вопреки домыслам и подозрениям, посетителям нудистских пляжей не свойственна половая распущенность (а наиболее распущенные чаще всего те, кто носит больше одежды). Личностный портрет натуриста включает «высокий интеллект, повышенную подозрительность,.. агрессивность,.. социальную смелость, стремление к самоутверждению и самореализации, умение сохранять невозмутимость, практичность».
Нудисты толерантны к представителям ЛГБТ-сообщества, и гомосексуалы чувствуют себя на таких пляжах вполне комфортно. Иногда (к примеру, в московском Серебряном Бору или на Золотых Песках) организуется зона для геев рядом с основным нудистским пляжем. Вопрос о проценте лиц с асексуальной ориентацией на голых пляжах не изучен.
Международные, то есть размещённые в курортных районах южных стран: Хорватии, Болгарии, континентальной и островной Испании, пляжи, помимо местного населения, посещаются преимущественно гражданами Германии. Отдыхающие из России составляют ничтожную часть.

## Нудистские пляжи и здоровье
Спорными моментами вокруг натуризма являются возможные последствия совместного участия в субкультуре обнажённых лиц обоего пола для их психического здоровья, а также влияние соответствующих мероприятий на детей. Современная психиатрия не даёт чёткого ответа на вопрос о степени полезности/вредности посещения нудистских пляжей — то есть на данный момент нет медицинских оснований ни рекламировать, ни ограничивать такой вид отдыха. Общественное мнение также далеко от консенсуса.
Если абстрагироваться от психиатрических и моральных аспектов, с точки зрения «чистой» физиологии, купаться и загорать раздетыми лучше, так как исключается нахождение в мокрой одежде и обеспечивается естественная терморегуляция тела. Единственную опасность представляет воздействие ультрафиолета на околососковую область женской груди; эта проблема решается применением защитных кремов или стикини. Дети, отдыхающие с родителями на таких пляжах, становятся менее подверженными простудным заболеваниям.

## Подготовка к визиту на пляж
Нудисты обычно заинтересованы в максимально длительном пребывании на пляже, а находясь там, стремятся избегать любой тени. Во избежание солнечного удара многие ещё перед сезоном стараются загореть в соляриях или, насколько это возможно, у себя дома, в саду и т. п.
Перед походом на нудистский пляж необходимо выполнение обычных гигиенических процедур. При этом интимное бритьё не является обязательным ни для мужчин, ни для женщин, однако практикуется всё большим процентом посетителей. Некоторые делают эпиляцию всего тела. Пирсинг и татуировки не приветствуются, но реально никто на них почти не обращает внимания. Во время месячных женщины на пляж не приходят либо носят нижнюю часть купальника. Низ купальника или плавки также нужны для входа в море при наличии медуз. Приносятся с собой полотенца, кремы для и от загара, подстилки, литература для чтения, спортивный инвентарь.
Перед первыми посещениями пляжей для конкретного человека возникает вопрос об идеологической установке на данное мероприятие. В принципе, любые мотивы и цели приемлемы, кроме надежды на лёгкое нахождение сексуального партнера (многие не-нудисты ошибочно полагают, будто нудисты и нудистки лишены нравственных барьеров).

## Этика поведения на пляже
На всех нудистских пляжах запрещено вступать в половые связи, в том числе это касается супружеских пар. Нарушение в некоторых случаях может не ограничиваться моральным осуждением, а приводить к штрафам или выдворению. Запрещаются также мастурбация и все другие виды околосексуальной активности (эротические массажи, провокационные прикосновения и т. п.). Однако поблизости от пляжа пара иногда может найти укромное место для уединения. Изредка (и ни в коем случае не на самом пляже) предусматривается место для группового секса и свингерства.
Так как проявления полового возбуждения, как правило, недопустимы или не приветствуются, при возникшей эрекции мужчине следует избегать демонстрации напряжённого полового органа, приняв меры по сокрытию этого момента от окружающих и по «успокоению» пениса (присесть, зайти в воду и т. п.).
Абсолютным табу являются фото- и видеосъёмка, если на неё не получено чёткого разрешения от тех, кто попадает в кадр.
Как правило, на нудистских пляжах создаётся дружелюбная, спокойная обстановка, с большей открытостью между людьми, нежели на «одетых» пляжах. Часто формируется «ядро» из посетителей, отдыхающих в данном месте много лет и хорошо знающих друг друга. При приходе на пляж и уходе с него принято здороваться/прощаться. На международных курортах к незнакомому человеку лучше обратиться по-немецки. При разговорах полагается смотреть собеседнику в лицо. Темы разговоров ничем не отличаются от тех, которые затрагиваются вообще на отдыхе; некоторые нудисты предпочитают тишину и избегают коммуникации. Нельзя откровенно разглядывать отдыхающих или комментировать внешность кого бы то ни было. Вместо этого действует принцип принятия тела человека таким, как есть (англ. body acceptance), применительно к женщинам бодипозитив (англ. body positivity). Нежелательно курить и приносить спиртное. Необходимо тщательнее, чем на «текстильных» пляжах, следить за чистотой, убирать за собой мусор.
На нудистских пляжах стопроцентно безопасно, в том числе для женщин и детей.
Культура нудизма не допускает обнажения в зоне, не предназначенной для этого, в целях эпатажа. Совершение такого, по сути хулиганского (или, если человек болен, клинически-эксгибиционистского), поступка, даже разовое, делает данного человека изгоем в нудистской среде.

## Посторонние лица вблизи пляжей
Если нудистский пляж расположен на не отгороженной территории, около него могут якобы случайно в одетом виде прогуливаться лица, склонные к подглядыванию, — так называемые вуайеристы. Кроме того, в кустах поблизости могут сидеть тайно или открыто онанирующие полуодетые перверты. Иногда они же используют бинокли и пытаются фотографировать увиденное.
Присутствие где-то рядом посторонних с неадекватной психикой может компрометировать нудистов, так как подобные личности воспринимаются, по незнанию, как посетители пляжа. Это обстоятельство обостряет негативное отношение к нудистам со стороны их яростных оппонентов, вплоть до грубых обвинений не по адресу в извращенческих склонностях.
Понятие «нудистский пляж» также компрометируется порноиндустрией, где оно неправомерно используется в значении площадки под открытым небом, на которой происходят массовые оргии. На обычных нудистских пляжах это строжайшим образом запрещено.
В не слишком толерантных к нудизму странах (включая Россию) нудистские пляжи и их посетители являются довольно «модной» темой для СМИ и для исследований психологов — как профессиональных, так и дилетантов. Такие специалисты тоже могут появляться на пляжах, иногда скрывая цель визита ради большей независимости сбора данных.